# 85 mm armata przeciwpancerna D-44
85 mm armata przeciwpancerna D-44 (ros. 85-мм дивизионная пушка Д-44) – holowana przeciwpancerna armata dywizyjna wz. 1944 konstrukcji radzieckiej.
Działo znajduje się w uzbrojeniu Wojska Polskiego. Opracowano je w czasie drugiej wojny światowej i jest półautomatyczne.

## Charakterystyka
Armata posiada lufę monoblokową, bruzdowaną, na końcu której znajduje się hamulec wylotowy. Połączona jest z nasadą zamkową za pomocą tulei łączącej. Ma zamek klinowy o ruchu pionowym zawierający mechanizm odpalający, zabezpieczający, powtórnego napinania iglicy, automatycznego otwierania i samoczynnego zamykania zamka oraz wyrzutnik. Posiada dźwigniowo-naciskowy mechanizm spustowy. Lufa tworzy zespół odrzutowy wraz z nasadą zamkową, poruszający się w cylindrycznej kołysce zamocowanej czopami w gniazdach łożyska górnego. Łoże górne jest osadzone obrotowo na czopie łoża dolnego.
Półosie kół jezdnych ułożyskowane są w sponie czołowej i wraz z wałkami skrętnymi i mechanizmem różnicowym tworzą mechanizm resorowy armaty, który po rozwarciu ogonów jest samoczynnie wyłączany.
Zespół odrzutowy jest zrównoważony przez pneumatyczny odciążacz typu pchającego. Do naprowadzania działa służy zębaty mechanizm podniesieniowy typu łukowego i śrubowy mechanizm kierunkowy. Do sprzęgnięcia zespołu odrzutowego z łożem zastosowano hydro-pneumatyczny oporopowrotnik typu wrzecionowego.
Armata wyposażona jest w celownik mechaniczny S-71 służący do strzelania z zakrytych stanowisk i optyczny do strzelania na wprost.
Do strzelania stosowane są naboje zespolone z pociskami odłamkowymi o masie 9,54 kg, przeciwpancerno- smugowe tępogłowicowe z czepcem balistycznym o masie 9,2 kg, przeciwpancerno-smugowe ostrogłowicowe o masie 9,34 kg, przeciwpancerno-smugowe podkalibrowe o masie 5 kg, błyskowo-dymne o masie 0,1 kg.

## Warianty
Po wprowadzeniu ulepszeń w armacie występują jej odmiany:
- D-44N – z celownikiem noktowizyjnym (nocny)
- D-44M – z instalacją oświetleniowo-sygnalizacyjną
- D-44MN – z celownikiem noktowizyjnym
- SD-44 – z napędem pomocniczym